# Tõrva
Tõrva je město v Estonsku v kraji Valgamaa, součást obce Tõrva. V roce 2016 zde žilo 2 820 obyvatel. V blízkosti města protéká řeka Õhne. Starostou je Maido Ruusmann zvolený 5. listopadu 2013.